# La Creuse
La Creuse is een gemeente in het Franse departement Haute-Saône (regio Bourgogne-Franche-Comté) en telt 75 inwoners (2011). De plaats maakt deel uit van het arrondissement Lure.

## Geografie
De oppervlakte van La Creuse bedraagt 4,8 km², de bevolkingsdichtheid is dus 15,6 inwoners per km².

## Partnersteden
- Aalter (België), sinds 1979

De onderstaande kaart toont de ligging van La Creuse met de belangrijkste infrastructuur en aangrenzende gemeenten.

## Demografie
Onderstaande figuur toont het verloop van het inwonertal (bron: INSEE-tellingen).